# Pi de Can Poc
El Pi de Can Poc (Pinus pinea) és un arbre que es troba al Parc de la Serralada Litoral, el qual és el pi pinyer més gruixut de tots els localitzats al susdit parc.

## Aspecte general
El seu tronc d'1,04 metres de diàmetre, rectíssim i recobert d'heura a la part baixa, arriba a una alçària excepcional d'uns 27 metres. La capçada és irregular i un xic esquifida, però té un bon estat vital. Es pot considerar més que bicentenari i està inclòs en el Catàleg d'Arbres i Arbredes Monumentals de la Roca del Vallès.

## Accés
És ubicat a la Roca del Vallès, a la llera del torrent de la Teixonera, a 210 m de Can Poc. S'hi pot accedir des de l'ermita de Santa Maria de Malanyanes, des d'on cal pujar pel camí que transcorre paral·lel al torrent i acaba a la urbanització Sant Carles. Coordenades: x=447310 y=4605714 z=247.